# Literatura do Uruguai
A Literatura do Uruguai possuiu certa influência europeia em seu início, mas tomou identidade própria ao longo do tempo. 

## História

### Inícios
A literatura começou no Uruguai com o poeta Bartolomé Hidalgo (1788-1822), iniciador da corrente gauchesca e autor dos famosos cielitos. As duas figuras mais importantes do período romântico foram Adolfo Berro (1819-1841) e Juan Zorrilla de San Martín (1855-1931).

### Modernistas
Em 1900, Julio Herrera y Reissig (1875-1910) se tornou o precursor da poesia modernista da América Hispânica. Destacam-se nessa época também as poetas Juana de Ibarbourou (1892-1979) e Delmira Agustini (1886-1914). Emilio Frugoni (1880-1969) e Emilio Oribe (1893-1975) foram distintos liristas. Quanto à prosa, cabe destacar o contista Horacio Quiroga. Atualmente,

### Outras figuras importantes
Sobressaindo-se entre as figuras da ficção e da prosa estão Juan Carlos Onetti, Carlos Martínez Moreno, Eduardo Galeano, Mario Benedetti, Tomás de Mattos, Mauricio Rosencof e Jorge Majfud.
Horácio Quiroga foi um contista imensamente popular. Constancio C. Vigil foi um aclamado escritor de livros para crianças.
No teatro, destacam-se os dramaturgos Florencio Sánchez e Jacobo Langsner.

### Escritores do norte
Enquanto alguns escritores uruguaios tem sido primariamente conectados à capital Montevidéu, outros autores têm focado no norte do país. São eles: Circe Maia, de Tacuarembó; Jorge Majfud, de Tacuarembó; Jesús Moraes, de Bella Unión; Tomás de Mattos, de Tacuarembó; e Emir Rodríguez Monegal, de Melo.